# Ligue israélienne de baseball
La Ligue israélienne de baseball (abrégé en IBL pour Israel Baseball League), était une ligue professionnelle de baseball en Israël.
Composée de six clubs, elle présente son premier match le 24 juin 2007. Plombée par une mauvaise administration, la ligue n'existe que pour une seule saison, en 2007. Il s'agit de la première ligue de joueurs de baseball professionnels à voir le jour en Israël.

## Histoire
La Ligue israélienne de baseball est un projet imaginé par Larry Baras, un homme d'affaires de Boston, aux États-Unis,. 
Le président et chef des opérations (COO) est Martin Berger, un avocat de Miami. Le directeur des opérations baseball de la Ligue israélienne est Dan Duquette, un directeur général notable de plusieurs équipes de la Ligue majeure de baseball au fil des ans. Le directeur des opérations israéliennes est Leon Klarfeld, président de l'Association israélienne de baseball (IAB) de 1994 à 2002 et arbitre de la Confédération européenne de baseball. 
Daniel C. Kurtzer, ancien ambassadeur des États-Unis en Israël et en Égypte, est commissaire de la Ligue israélienne de baseball.
Sur le conseil consultatif de l'IBL, on retrouve entre autres Bud Selig (alors commissaire de la Ligue majeure de baseball), Wendy Selig-Prieb (ancienne propriétaire des Brewers de Milwaukee), Marshall Glickman (ancien propriétaire des Trail Blazers de Portland de la NBA et l'un des architectes du retour des Beavers de Portland de la Ligue de la côte du Pacifique), l'économiste Andrew Zimbalist, Marvin Goldklang (propriétaire de 4 clubs des ligues mineures de baseball et actionnaire minoritaire des Yankees de New York), Randy Levine (président des Yankees) et Marty Appel (ancien directeur des relations publiques des Yankees). Plusieurs agissent comme consultants non rémunérés, motivés par le désir de voir le sport se développer en Israël.

## Équipes
Les six équipes de la Ligue israélienne de baseball sont :
| Équipe                  | Ville       | Stade                               |
| ----------------------- | ----------- | ----------------------------------- |
| Blue Sox de Bet Shemesh | Bet Shemesh | Gezer Field (kibboutz de Gezer)     |
| Express de Ra'anana     | Ra'anana    | Yarkon Sports Complex (Petah Tikva) |
| Lightning de Tel Aviv   | Tel Aviv    | Sportek Baseball Field (Tel Aviv)   |
| Miracle de Modi'in      | Modi'in     | Gezer Field (kibboutz de Gezer)     |
| Pioneers de Petah Tikva | Petah Tikva | Yarkon Sports Complex (Petah Tikva) |
| Tigers de Netanya       | Netanya     | Sportek Baseball Field (Tel Aviv)   |

## Joueurs
Au cours de sa seule saison, la Ligue israélienne de baseball compte des joueurs de baseball originaires de 8 pays. Les États-Unis (avec 77) en comptent le plus grand nombre, suivis de la République dominicaine (16), Israël (15), le Canada (9) et l'Australie (7). La Colombie, le Japon et l'Ukraine sont les autres nations représentées. Environ 40 pour cent des joueurs sont Juifs.
Pour réunir les joueurs composant ses six clubs, l'IBL tient des essais en 2007 en Israël, en République dominicaine, ainsi qu'aux États-Unis, plus précisément à Los Angeles, Miami et au Massachusetts. Les athlètes choisis sont des joueurs des ligues mineures de baseball aux États-Unis, des professionnels d'autres pays, ainsi que des joueurs collégiaux américains. En octobre 2006, les deux premiers joueurs à signer un contrat dans l'IBL sont le lanceur droitier australien Adam Crabb avec le Lightning de Tel Aviv, et le joueur d'utilité Dan Rootenberg, un Américain possédant la citoyenneté israélienne, avec le club de Netanya. Le premier joueur sélectionné au repêchage tenu par la ligue en avril 2007 est Aaron Levin, un joueur de premier but de 21 ans du Cuesta College de San Luis Obispo en Californie, qui est choisi par le club de Modi'in. À titre symbolique, l'ancienne vedette Sandy Koufax est le dernier joueur choisi au repêchage, le Miracle de Modi'in le sélectionnant afin de rendre hommage à celui qui est peut-être le joueur de baseball juif le mieux connu. Le joueur le plus âgé est Scott Cantor, le lanceur de 51 ans des Pioneers de Petah Tikva, qui réside dans la banlieue de New York. Jeff Mor, un vendeur israélien de diamants âgé de 36 ans, a joué pendant 7 années à l'arrêt-court pour l'équipe nationale israélienne de softball, et accepte un salaire de 2 000 dollars pour être un des lanceurs des Blue Sox de Bet Shemesh.

## Saison 2007
La seule saison jouée par la Ligue israélienne de baseball débute le 24 juin 2007 et dure 8 semaines, au cours desquelles 45 matchs sont programmés pour chaque équipe. Aucun match n'est programmé le jour du shabbat. Les règles diffèrent quelque peu de celles des Ligues majeures de baseball et de la plupart des autres ligues professionnelles de baseball : les matchs durent 7 manches au lieu de 9, et un concours de coups de circuit a lieu pour briser une égalité après 7 manches, un peu à la manière des tirs au but au football ou des tirs de barrage au hockey sur glace. Un frappeur désigné ne peut être utilisé que deux fois par match. De plus, il y a deux arbitres par match.
Le premier match est joué devant 3 112 spectateurs le 24 juin 2007 au Yarkon Sports Complex de Petah Tikva et le Miracle de Modi'in l'emporte 9-1 sur les Pioneers de Petah Tikva. Le seul point des perdants est inscrit grâce au premier circuit de l'histoire de la ligue, celui de Ryan Crotin, des Pioneers.
Bet Shemesh (29 victoires, 12 défaites) et Tel Aviv (26 victoires, 14 défaites) sont les deux meilleures équipes de la saison régulière, ce qui leur donne le droit de passer directement aux demi-finales des séries éliminatoires. Bet Shemesh occupe le premier rang toute la saison.
| Ligue israélienne de baseball 2007 | V  | D  | %    | Diff. |
| Blue Sox de Bet Shemesh            | 29 | 12 | ,707 | -     |
| Lightning de Tel Aviv              | 26 | 14 | ,650 | 2½    |
| Miracle de Modi'in                 | 22 | 19 | ,537 | 7     |
| Tigers de Netanya                  | 19 | 21 | ,475 | 9½    |
| Express de Ra'anana                | 17 | 24 | ,415 | 12    |
| Pioneers de Petah Tikva            | 9  | 32 | ,220 | 20    |

### Séries éliminatoires et finale
Le 16 août 2007 les séries éliminatoires débutent par les victoires des Tigers de Netanya (3-0 sur l'Express de Ra'anana) et du Miracle de Modi'in (6-2 sur les Pioneers de Petah Tikva), chaque vainqueur triomphant sur son propre terrain pour passer à la demi-finale. Le 17 août, les Blue Sox de Bet Shemesh l'emporent à domicile 6-3 sur Netanya pour accéder à la finale, tandis qu'à Tel Aviv le Lightning est surpris 4-2 par Modi'in. 
La finale de la Ligue israélienne de baseball est disputée le 19 août 2007. Devant 2 610 spectateurs en terrain neutre à Yarkon Field, les Blue Sox de Bet Shemesh remportent le titre en blanchissant en finale le Miracle de Modi'in, 3-0, le droitier Rafael Bergstrom lançant un match complet.

### Performances individuelles et récompenses
Eladio Rodriguez du Miracle de Modi'in est champion frappeur de la saison avec une moyenne au bâton de ,461. Jason Rees des Blue Sox de Bet Shemesh mène la ligue avec 17 circuits. Aaron Pribble du Lightning de Tel Aviv est le lanceur qui termine l'année avec la meilleure moyenne de points mérités : 1,94. Le lanceur Esequier Pie réussit deux matchs sans coup sûr pour l'Express de Ra'anana.
Plusieurs récompenses individuelles sont décernées au terme de la saison inaugurale. Le prix Hank Greenberg du meilleur joueur de la saison est partagé par le joueur d'arrêt-court Gregg Raymundo des Blue Sox de Bet Shemesh et le receveur Eladio Rodriguez du Miracle de Modi'in. Juan Feliciano, de Bet Shemesh, est nommé meilleur lanceur de la saison. Dan Rothem est nommé meilleur joueur israélien pour son jeu avec l'équipe de sa ville natale, Tel Aviv. Nokona, un commanditaire de la ligue, présente des prix à trois athlètes pour leur jeu défensif : Josh Doane (Netanya) et Jason Rees (Bet Shemesh) sont conjointement nommés meilleurs joueurs de champ extérieur ; Hector De Los Santos (Netanya) et Nate Fish (Tel Aviv) se partage l'honneur remis au meilleur joueur de champ intérieur ; Eladio Rodriguez (Modi'in) est le meilleur receveur. Le commissaire remet un prix à Aaron Pribble (Tel Aviv) et Brendan Rubenstein (Ra'anana) pour leur esprit sportif, ainsi qu'un prix pour « service remarquable » (« distinguished service ») à Eric Holtz du club de Bet Shemesh, un joueur ayant accepté en plus le poste de gérant substitut de son équipe en cours de saison.

## Disparition de la ligue
À la fin de la première et seule saison de la Ligue israélienne de baseball, certains troubles financiers deviennent apparents et, surtout, le manque de transparence des autorités de la ligue. Selon le Jerusalem Post, la ligue devait de l'argent à moins 23 compagnies fournisseurs et particuliers à la fin de la saison en août 2007. Plusieurs joueurs et arbitres n'avaient pas été payés. Parmi les problèmes ayant plombés la première saison, on note les paiements en retard, l'hébergement inadéquat proposé aux joueurs, et le fait que ceux-ci n'ont souvent pas accès à de l'équipement de qualité (il est par exemple rapporté que les bâtons de baseball brisent trop facilement), à une salle d'entraînement, à de la glace pour soigner les douleurs musculaires ou même à un service de lessive.
Daniel Kurtzer, le commissaire, demande qu'un bilan clair de la situation financière soit faite par le fondateur de la ligue, Larry Baras. Malgré l'insistence de Kurtzer et du conseil consultatif, Baras ne divulgue pas les informations financières promises sur les déficits enregistrés au cours de cette première année. Le 14 novembre 2007, Kurtzer et 9 autres membres du conseil quittent l'IBL. Plusieurs autres conseillers, sans nécessairement démissionner avec fracas, demande à être retirés du conseil, notamment des personnalités qui étaient impliquées surtout à titre symbolique, comme Bud Selig.
Le 16 juin 2008, l'IBL prévoit jouer une seconde saison, qui débuterait le 27 juillet suivant - avec 5 semaines de retard - mais qui ne durerait que trois semaines, avec quatre équipes jouant 20 matchs chacune. De plus, Dan Rootenberg, joueur la saison précédente, serait le président de l'IBL. Ce dernier se dissocie de la ligue le 16 juillet et refuse le poste qui lui est proposé. Une seconde saison ne se matérialise finalement pas, ni d'autres vagues plans de présenter des matchs d'exhibition ou de former une ligue d'hiver.